# Cheson (vehicul)

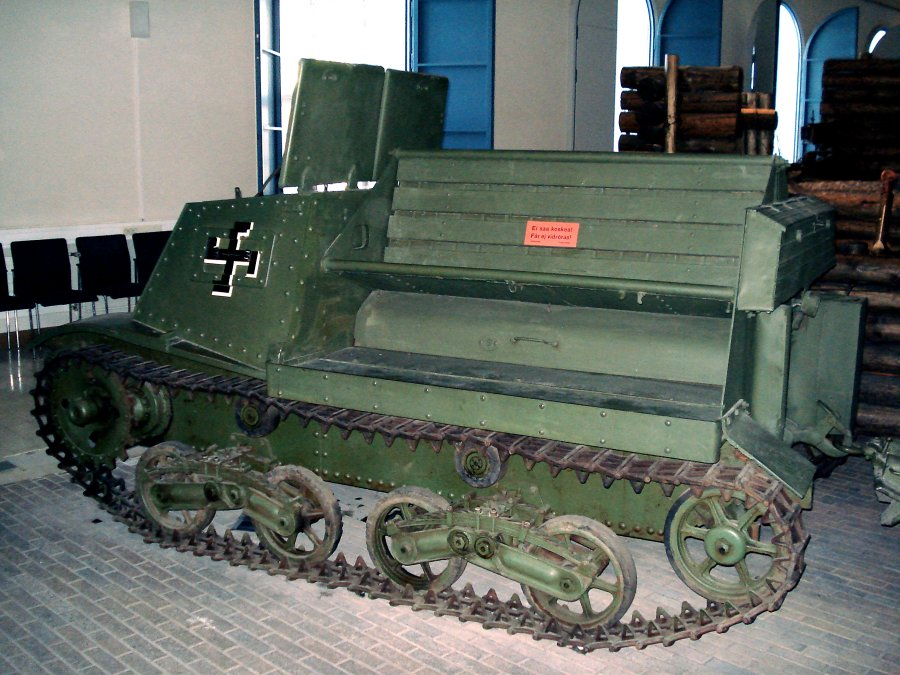
Tractoare blindate Komsomolets T-20 care remorchează chesoane și tunuri antitanc.

Un cheson este un vehicul militar pe două roți, compartimentat, folosit pentru transportul muniției artileriei.